# Râul Balondos
Râul Balondos este un curs de apă, afluent al râului Lovaș. 